# Heliconia aemygdiana
Heliconia aemygdiana är en enhjärtbladig växtart som beskrevs av Burle-marx. Heliconia aemygdiana ingår i släktet Heliconia och familjen Heliconiaceae.

## Underarter
Arten delas in i följande underarter:
- H. a. aemygdiana
- H. a. transandina